# Museu del Traginer
El Museu del Traginer - Col·lecció Antoni Ros és un museu amb seu a Igualada que mostra l'ofici del traginer, l'evolució del transport emprant energies de sang i els diferents oficis relacionats, com els basters, boters i carreters. El museu acull 39 carros i carruatges i 2.175 peces en total, provinents en gran part de la col·lecció creada per Antoni Ros i Vilarrubias (1942-1994). Està situat a tocar del nucli antic de la ciutat, en una masia del segle xviii, propietat de la família Ros des dels anys 70, família estretament vinculada amb l'Antic Gremi de Traginers d'Igualada.

## Història

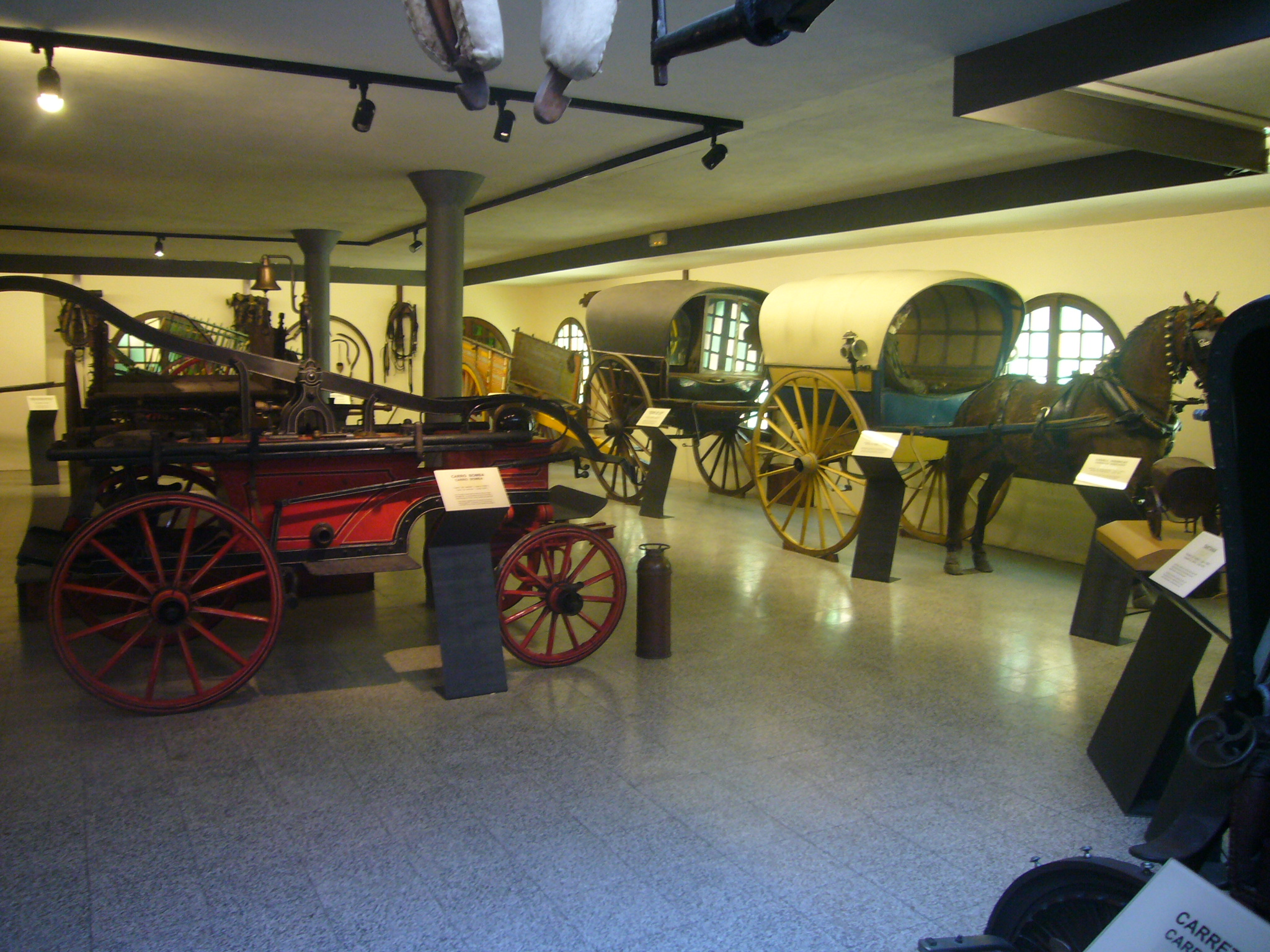
Carruatges a la tercera planta del museu

La Fundació del Traginer d'Igualada fou creada l'any 1994 a Igualada amb l'objectiu de crear el Museu del Traginer.
La família Ros, com a propietària de la col·lecció d'Antoni Ros i Vilarrubias, i com a principal responsable de la Fundació del Traginer, es va posar en contacte amb un equip de professionals que van realitzar el Projecte Museològic. El Museu obrí les portes de forma permanent el 24 de setembre de 2005, i s'incorporà a la Xarxa de Museus Locals de la Diputació de Barcelona.
El mes d'agost de 2012 -víctima d'una situació financera delicada- va iniciar una campanya de recaptació de fons per evitar el tancament. Fins i tot va vendre algunes peces de la seva col·lecció.

## Col·lecció
El museu disposa de més de 1000 m2 d'exposició distribuïts en tres plantes:
- A la primera planta hi ha la Sala de l'evolució del Traginer i la Sala dels Oficis, on hi ha deu oficis representats, el carreter, el baster, el boter, l'adober, el ferrador, el manescal, l'esparter, el mosso d'estable i el llenyataire.
- A la segona planta hi ha la Sala dels Guarniments, la Sala dels Tres Tombs i la Sala dels carros de servei i pagesia.
- Al la tercera planta hi ha la Sala dels Carruatges de la Burgesia i la sala dedicada al fundador del Museu, la Sala Antoni Ros, on s'exposa la seva obra escultòrica.

Cal destacar un carro barroc sicilià, d'alt valor històric. El museu ofereix visites guiades en horaris convinguts de dimarts a diumenge, sempre que es faci prèviament una reserva.